# Centre national d'évaluation

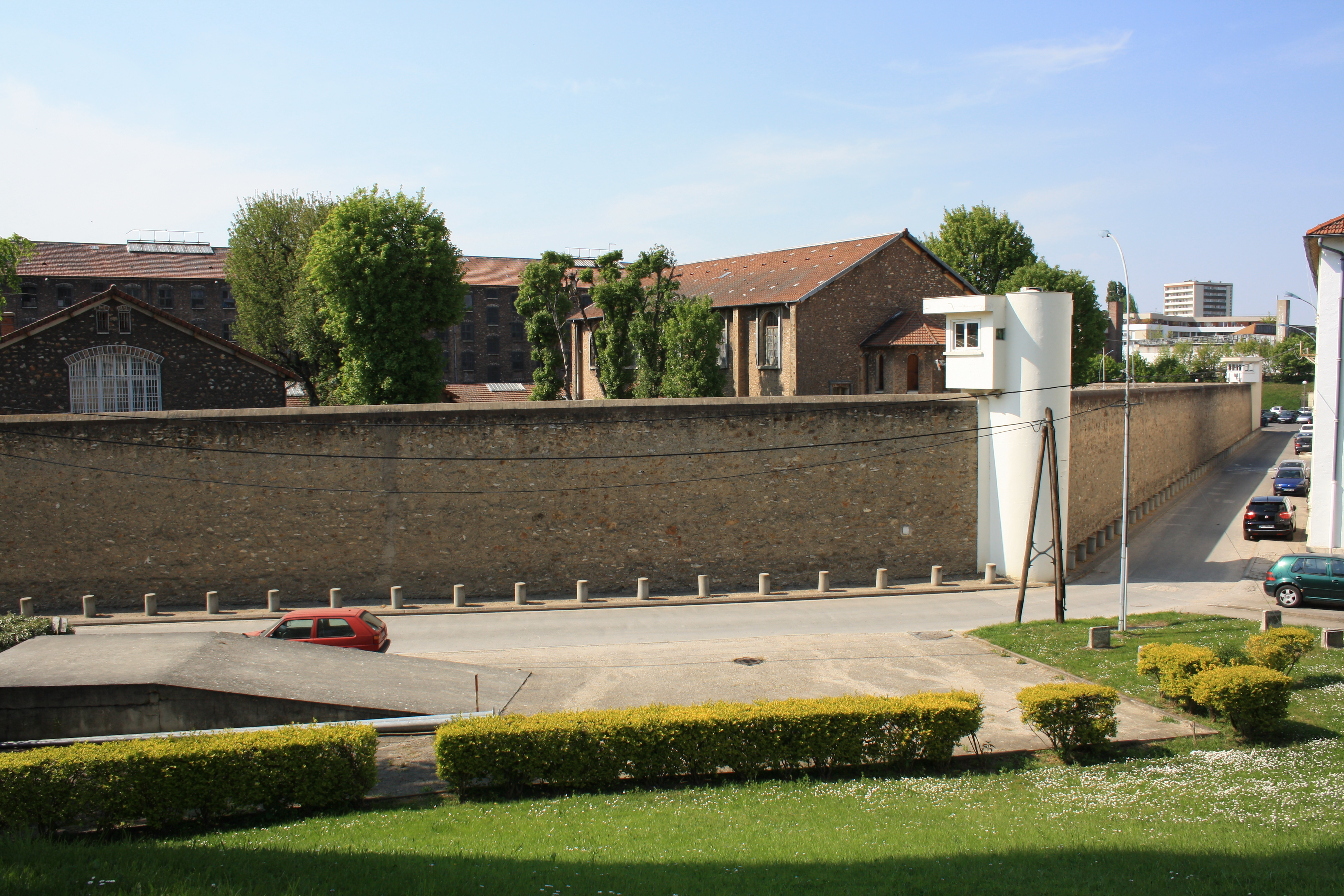
Le centre pénitentiaire de Fresnes, qui accueille un des quatre sites du centre national d'évaluation.

Le centre national d'évaluation (CNE), anciennement appelé centre national d'observation (CNO), est une structure interne à l'administration pénitentiaire française destinée à observer la personnalité de certains condamnés et à évaluer leur dangerosité en vue de leur orientation dans l'établissement pour peines le plus adapté ou du prononcé à leur encontre d'une mesure de sûreté.     

## Histoire
En 1945, le magistrat Paul Amor, alors directeur de l'Administration pénitentiaire, mène une réforme d'ampleur de l'administration pénitentiaire visant principalement à rappeler les fonctions de la peine privative de liberté. La réforme place l'observation de la personne détenue au cœur de l'individualisation de la peine : « la répartition dans les établissements pénitentiaires des condamnés à une peine supérieure à un an a pour base le sexe, la personnalité et le degré de perversion du délinquant ». Le besoin d'une évaluation plus scientifique conduit à la création, le 15 août 1950, du centre de triage et d'observation de Fresnes, installé au sein du centre pénitentiaire de Fresnes (Val-de-Marne). Sa création s'inscrit dans le courant de la « défense sociale nouvelle » prônée par le magistrat et théoricien du droit Marc Ancel, qui cherche à protéger la société et à prévenir la délinquance en mettant en place un traitement social adéquat qui permettra l'amendement du condamné.
En août 1951, la structure prend le nom de centre national d'orientation (CNO). Les détenus y sont observés et évalués durant un mois afin de mieux cerner leur profil psychologique et leur dangerosité en vue de les affecter dans l'établissement pénitentiaire le plus pertinent. Le décret du 6 août 1985 le rebaptise centre national d'observation (CNO) et lui confie la tâche de proposer des modalités de prise en charge des personnes détenues préalablement à leur affectation en établissement pour peine mais également au cours de l'exécution de leur peine.
La loi du 25 février 2008 relative à la rétention de sûreté modifie profondément son champ d'action en introduisant une nouvelle mission d'évaluation pluridisciplinaire de la dangerosité des condamnés. Le passage au CNO devient obligatoire pour les condamnés en cours d'exécution de peine éligibles à la rétention de sûreté et pour les condamnés à la réclusion criminelle à perpétuité sollicitant une libération conditionnelle. La loi du 10 mars 2010 tendant à amoindrir le risque de récidive criminelle étend cette nouvelle mission notamment aux surveillances judiciaires.
Peu après, le décret du 31 mars 2010 change finalement son appellation en centre national d'évaluation (CNE). La loi du 10 août 2011 sur la participation des citoyens au fonctionnement de la justice pénale complète encore les missions du CNE en étendant les cas d'admission aux condamnés sollicitant une libération conditionnelle.

## Missions
De nos jours, le centre national d'évaluation remplit deux missions distinctes :
- Une mission initiale d'orientation des condamnés et d'élaboration des projets d'exécution de peines ;
- Une mission d'évaluation pluridisciplinaire de la dangerosité des condamnés éligibles à une mesure de sûreté.

L'évaluation en CNE est réalisée par une équipe pluridisciplinaire composée de personnels de surveillance, de conseillers pénitentiaires d'insertion et de probation et de psychologues. 

## Établissements
Le centre national d'évaluation est une entité répartie entre quatre sites d'évaluation déconcentrés situés dans quatre établissements pénitentiaires :
- Le centre pénitentiaire de Fresnes (Val-de-Marne), depuis 1950 ;
- Le centre pénitentiaire du sud-francilien (Seine-et-Marne), depuis novembre 2011 ;
- Le centre pénitentiaire de Lille-Loos-Sequedin (Nord), depuis octobre 2012 ;
- Le centre pénitentiaire d'Aix-Luynes (Bouches-du-Rhône), depuis 2019.

La direction de l'Administration pénitentiaire affecte les condamnés dans l'un ou l'autre des établissements en fonction des places disponibles :
| Établissement      | Capacité  | Évaluation de personnalité | Évaluation de dangerosité | Compétence géographique (évaluation de la personnalité)                                                     |
| ------------------ | --------- | -------------------------- | ------------------------- | --- |
| CNE Fresnes        | 50 places | Hommes et femmes           | Hommes                    | - DISP de Bordeaux - DISP de Lille - DISP de Rennes - DISP de Toulouse                                      |
| CNE Sud-Francilien | 50 places | Hommes                     | Hommes et femmes          | - DISP de Dijon - DISP de Lyon - DISP de Marseille - DISP de Paris - DISP de Strasbourg - Mission outre-mer |
| CNE Lille-Sequedin | 30 places | Non                        | Hommes                    | |
| CNE Aix-Luynes     | 50 places | Hommes                     | Hommes                    | - DISP de Lyon - DISP de Marseille - DISP de Toulouse                                                       |

## Le centre national d'évaluation des personnes radicalisées
La loi du 30 juillet 2021 relative à la prévention d'actes de terrorisme et au renseignement a créé une mesure judiciaire de prévention de la récidive terroriste et de réinsertion applicable aux auteurs d'infractions terroristes, décidée à l'issue de leur peine en considération de leur particulière dangerosité, à l'article 706-25-16 du code de procédure pénale. Celle-ci est prononcée par le tribunal de l'application des peines de Paris, sur réquisitions du procureur de la République antiterroriste, après avis de la commission pluridisciplinaire des mesures de sûreté (CPMS). 
Pour éclairer la CPMS, la situation des personnes détenues susceptibles de faire l'objet de cette mesure est examinée au cours d'un placement au centre national d'évaluation des personnes radicalisées (CNER), implanté au sein du centre pénitentiaire de Vendin-le-Vieil. Ce dernier n'accueille cependant que les hommes majeurs : les femmes font l'objet d'une évaluation de dangerosité au centre pénitentiaire de Fresnes et les mineurs sont évalués au sein même de l'établissement où ils sont incarcérés. 
À la différence du CNE classique, l'évaluation en CNER, dont la durée est comprise entre 6 et 12 semaines, « cherche tout spécialement à déterminer si ce public présente une particulière dangerosité et persiste dans une adhésion à une idéologie ou à des thèses incitant à la commission d'actes de terrorisme ». 